# Bundesstraße 516
Pour les articles homonymes, voir Route 516.
La Bundesstraße 516 est une Bundesstraße du Land de Rhénanie-du-Nord-Westphalie.

## Géographie
La B 516 commence à l'entrée de l'autoroute Werl-Süd de la Bundesautobahn 44 dans le prolongement de la Neheimer Straße en provenance de Werl. Jusqu'à Bremen, la Bundesstraße se dirige vers le sud puis vers l'est. La prochaine grande ville est à Warstein, où se croise la B 55 vers Lippstadt. Après 8 km, la Bundesstraße atteint la ville de Rüthen, après quoi l'itinéraire prend une direction sud-est. Sans liaison avec d'autres communes, la B 516 se termine près de Brilon et la Bundesstraße 480.

## Histoire
La Möhnetalstraße est construite en 1842 en tant que chaussée, mais n'est élevée au statut de Bundesstraße 516 que dans les années 1970. La route précédente s'appelait Bundesstraße 479 sur le tronçon de Werl à Ense-Bremen. Dans ce contexte, l'itinéraire de Werl à Brilon est modifié, l'ancienne Möhnetalstraße ne passe plus à travers les nombreuses villes de la rive nord du réservoir de la Möhne en étant déplacée vers le soi-disant Haarweg plus large. Le 1er janvier 2009, le tronçon d'environ un kilomètre de long entre le B 1 à Werl et le nouvel échangeur autoroutier Werl-Süd sur l'A 44 est renommé Landesstraße 732.

## Source
- (de) Cet article est partiellement ou en totalité issu de l’article de Wikipédia en allemand intitulé « Bundesstraße 516 » (voir la liste des auteurs).